# Vive la Fête

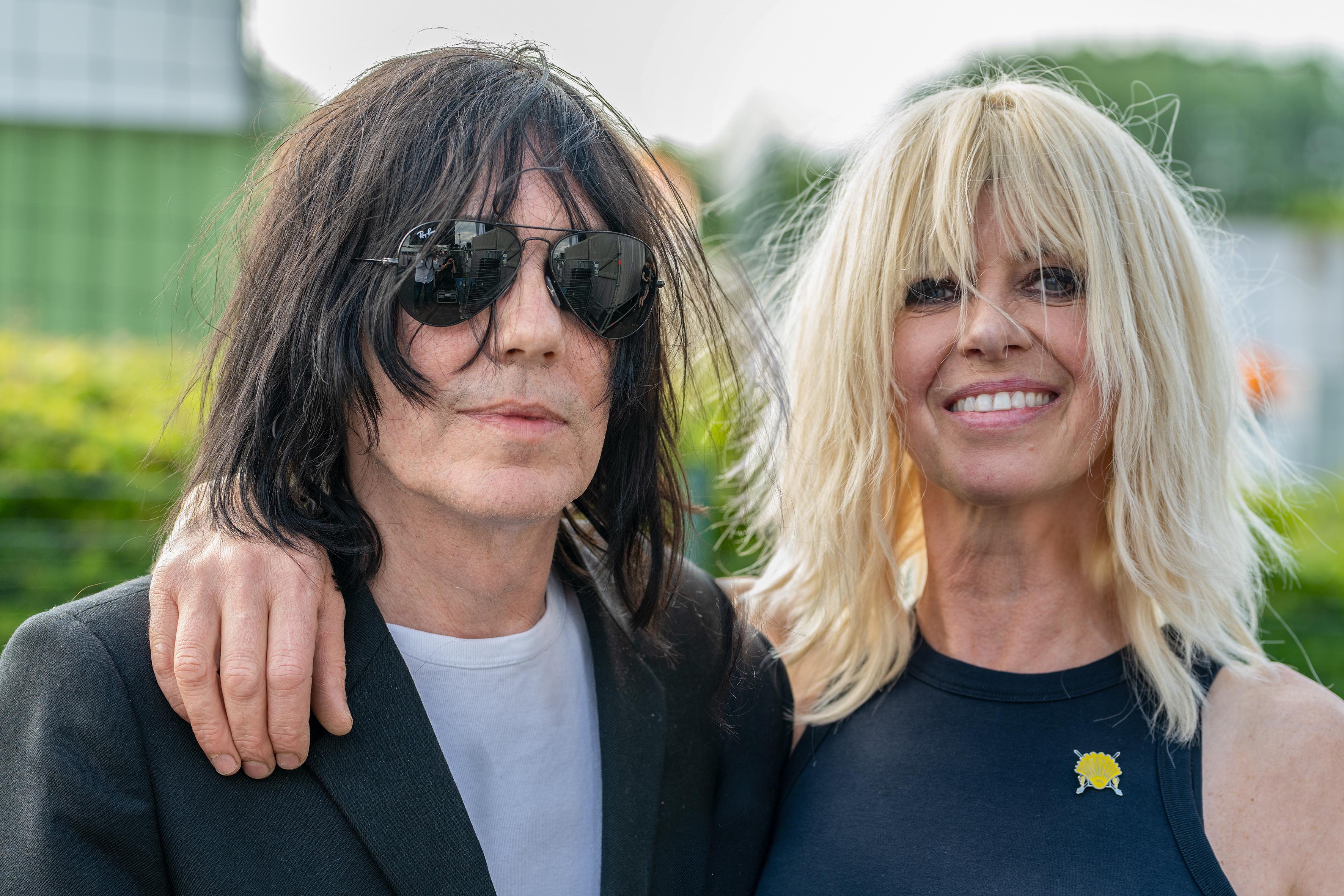
Danny Mommens en Els Pynoo

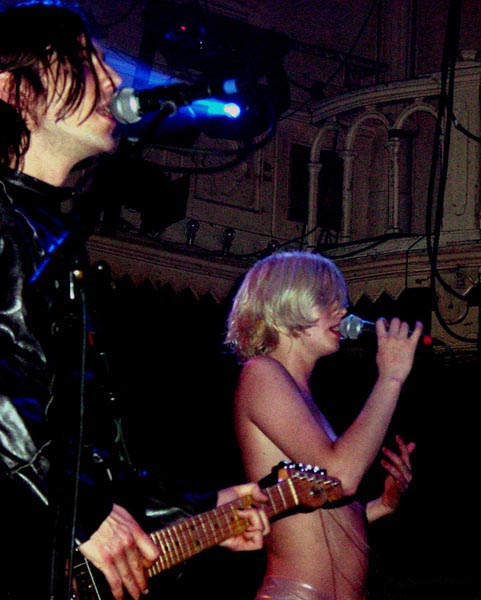
Vive la Fête tijdens een concert in Paradiso, Amsterdam in 2001.

Vive la Fête (Frans voor 'Leve het feest') is een electropopband, opgericht in 1997 en gesitueerd in Gent (België). De kern van de band bestaat uit geliefden Danny Mommens (gitaar en zang) en Els Pynoo (zang). Vive la Fêtes muziek kent enige invloeden uit de new wave.

## Biografie
Vive la Fête ontstond in 1997 toen Mommens (destijds spelend bij dEUS) samen met Pynoo een aantal demo's opnam op hun achtsporenrecorder. De demo's werden uitgebracht als de ep Paris op het Gentse label Kinky Star, die de aandacht trok door de combinatie van jaren-tachtig-electro met pop. Het eerste succes had Vive la Fête met hun debuutplaat Attaque Surprise (2000). Ook opvolgers als République Populaire (2001) en Nuit Blanche (2003) trokken de aandacht, met een bijzondere schare fans in de modewereld, waaronder modekoning Karl Lagerfeld. In 2004 volgde het dubbele verzamelalbum Attaque Populaire met daarop een collectie remixen en nummers van de eerste twee cd's. Het album werd alleen op vinyl uitgebracht, oorspronkelijk in een beperkte oplage van 500 stuks, maar het label van Vive la Fête heeft in de loop der tijd een aantal herpersingen uitgegeven.
In 2005 kwam Grand Prix uit, een album dat door pers en fans minder goed ontvangen werd dan voorganger Nuit Blanche'. In 2006 is Grand Prix in beperkte oplage opnieuw uitgebracht als dubbel-cd met op de extra disk enkele remixen en live opnames. Eind 2006 volgde Vive les Remixes, een compilatie-cd met daarop eerder alleen op vinyl verkrijgbare remixen, aangevuld met een live uitvoering van Child in Time, een cover van Deep Purple.
In 2007 bracht de band een nieuw album: Jour de Chance. Op dit album wordt soms afgeweken van de electrostijl. De invloeden gaan meer naar hun live-repertoire met een betere sound.
In 2009 kwam hun album Disque D'Or uit. In 2013 heeft Vive la Fête het album 2013 uitgebracht en rondom dit album een tournee door Europa gedaan. Voor 2015 staan optredens op festivals in Europa en een tournee door Zuid-Amerika op het programma.

## Live
Live heeft Vive la Fête een reputatie opgebouwd met shows waarin Mommens en Pynoo hun relatie als geliefden uitbuiten. Pynoo komt vaak op met gewaagde outfits en ook de rest van de band heeft vaak opvallende kleding aan. Live worden Danny Mommens en Els Pynoo ondersteund door Maarten De Meyer (toetsen), Dirk Cant (basgitaar) en Gilles Balcaen (drums). De band kan ook rekenen op veel bijval in het buitenland. Met name in Brazilië, Frankrijk en Spanje heeft de groep veel succes.

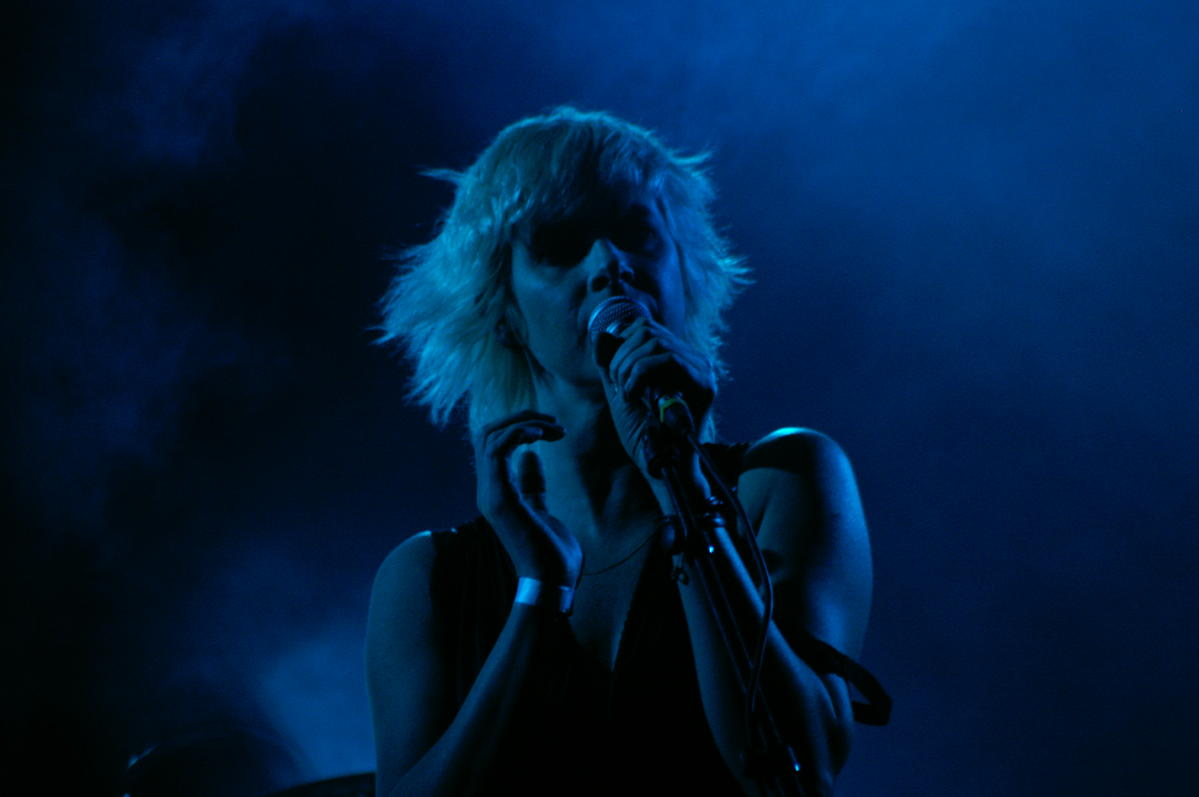
Pynoo tijdens een concert in 2007

## Discografie

### Albums
| Album met eventuele hitnotering(en) in de Nederlandse Album Top 100 | Datum van verschijnen | Datum van binnenkomst | Hoogste positie | Aantal weken | Opmerkingen |
| ------------------------------------------------------------------- | --------------------- | --------------------- | --------------- | ------------ | ----------- |
| Grand prix                                                          | 2005                  | 27-08-2005            | 75              | 1            |             |

| Album met hitnotering(en) in de Vlaamse Ultratop 200 albums | Datum van verschijnen | Datum van binnenkomst | Hoogste positie | Aantal weken | Opmerkingen |
| ----------------------------------------------------------- | --------------------- | --------------------- | --------------- | ------------ | ----------- |
| Paris - Je ne veux pas                                      | 1998                  | -                     |                 |              | ep          |
| Tokyo                                                       | 2000                  | -                     |                 |              | ep          |
| Attaque surprise                                            | 2000                  | -                     |                 |              |             |
| République populaire                                        | 2001                  | -                     |                 |              |             |
| Nuit blanche                                                | 28-04-2003            | 10-05-2003            | 10              | 9            |             |
| Schwarzkopf remix                                           | 2004                  | -                     |                 |              | ep          |
| Attaque populaire                                           | 2004                  | -                     |                 |              |             |
| Grand prix                                                  | 2005                  | 14-05-2005            | 4               | 23           |             |
| La vérité                                                   | 2006                  | -                     |                 |              | ep          |
| Grand prix + La verite                                      | 2006                  | -                     |                 |              |             |
| Vive les remixes                                            | 30-03-2007            | -                     |                 |              |             |
| Jour de chance                                              | 08-06-2007            | 16-06-2007            | 15              | 16           |             |
| Les artistes                                                | 2008                  | -                     |                 |              | ep          |
| 10 Ans de fête                                              | 08-12-2008            | 03-01-2009            | 83              | 5            |             |
| Disque d'or                                                 | 08-06-2009            | 13-06-2009            | 27              | 10           |             |
| Produit de Belgique                                         | 11-05-2012            | 19-05-2012            | 48              | 5*           |             |
| 2013                                                        | 29-04-2013            |                       |                 |              |             |

### Singles
| Single met hitnotering(en) in de Vlaamse Ultratop 50 | Datum van verschijnen | Datum van binnenkomst | Hoogste positie | Aantal weken | Opmerkingen              |
| ---------------------------------------------------- | --------------------- | --------------------- | --------------- | ------------ | ------------------------ |
| Touche pas                                           | 2003                  | 26-04-2003            | tip13           | -            |                          |
| Schwarzkopf                                          | 2004                  | 15-05-2004            | 41              | 2            |                          |
| La route                                             | 2007                  | 16-06-2007            | tip8            | -            |                          |
| Amour physique                                       | 2009                  | 20-06-2009            | tip20           | -            |                          |
| Mi amore                                             | 2012                  | 09-06-2012            | tip92*          |              |                          |
| You can sleep in my bed                              | 2017                  | -                     | -               | -            | Record Store Day release |